# I'm Alive (Electric Light Orchestra-låt)
I'm Alive är en sång av Electric Light Orchestra, släppt på singel i maj 1980. Den förekommer i början av filmen Xanadu. Den finns också på filmens soundtrack Xanadu.